# Luísa Nazareth
Luisa Muñoz Nazareth Díaz, conhecida como Luísa Nazareth (Rio de Janeiro, 10 de dezembro de 1894 — Rio de Janeiro, 3 de novembro de 1989), foi uma atriz brasileira de teatro, rádio, cinema e televisão. Era mãe das também atrizes Zilka Salaberry, Lourdes Mayer e Alair Nazareth.

## Biografia
Luisa Muñoz nasceu na cidade do Rio de Janeiro a 10 de dezembro de 1894, filha dos espanhóis Manuel Muñoz e Ángela Díaz. Foi criada pelo ator Cândido Nazaré e pela mãe, ambos artistas e filhos de artistas. Estreou artisticamente em 20 de janeiro de 1906, mesmo com a relutância de sua mãe, na peça A Caixinha de Pandora para arrecadar fundos para ela e sua família conseguirem viajar. No ano seguinte participou de A Capital Federal, de Artur de Azevedo, interpretando Finoca. Em 1910, juntamente com seus pais e outros atores como Lucília Peres e outros participou de uma excursão pelo Maranhão, Pará e Pernambuco. 
No teatro participou do elenco de companhias consagradas como as de Itália Fausta, Lucília Peres e Artur Azevedo, Renato Vianna, Procópio Ferreira, Jaime Costa, Delorges Caminha e Olga Navarro dentre outras.
Casou-se em primeiras núpcias com João Rodrigues de Carvalho (1887-1918), pai de Zilka Salaberry e depois casou-se com Guilherme Cantanheda, pai de Lourdes Mayer e Alair Nazareth. Seu pai de criação era um parente distante do músico virtuoso Ernesto Nazareth.

## Filmografia
| Ano  | Título                 | Personagem            |
| ---- | ---------------------- | --------------------- |
| 1964 | Sangue na Madrugada    | Senhora               |
| 1939 | Onde Estás Felicidade? | Tia Clodomira "Clodô" |

## Teatro[6]
- 1959/1961 - Society em Baby Doll
- 1951 - A Cor do Silêncio
- 1945 - Grande Mulher
- 1945 - O Neto de Deus
- 1942 - Deus Lhe Pague
- 1942 - Mania de Grandeza
- 1942 - Mocidade
- 1942 - O Destruidor de Mulheres
- 1942 - O Sábio
- 1942 - Sindicato de Mendigos
- 1942 - Um Milhão de Mulheres
- 1941 -  A Cigana Me Enganou
- 1941 - A Flor da Família
- 1941 - A Pensão de Dona Estela
- 1941 - Carlota Joaquina
- 1941 - Crepúsculo
- 1941 - Maridos de Segunda Mão
- 1941 - Médico à Força
- 1941 - Mulher Infernal
- 1941 - Nossa Gente É Assim
- 1941 - O Chalaça
- 1941 -  O Hóspede de Quarto Número 02
- 1941 - O Morro Começa Ali
- 1941 - Se a Sociedade Soubesse
- 1940 - O Maluco Número 4
- 1940 - Pertinho do Céu
- 1938 - Iáiá Boneca
- 1937 - Assim... Não É Pecado
- 1937 - O Hóspede do Quarto Nº 2
- 1937 - Uma Loura Oxigenada
- 1937 - Anna Christie
- 1935 - Deus
- 1935 - Saudade
- 1933 - São Paulo SP
- 1933 - Mulher
- 1933 - Fruto Proibido
- 1933 - Sansão
- 1932 - Feitiço...
- 1931 - O Sol e a Lua
- 1931 - A Última Conquista
- 1931 - O Vendedor de Ilusões
- 1931 - O Bombonzinho
- 1931 - O Bobo do Rei
- 1930 - Com Amôr não se Brinca
- 1930 - Chauffeur
- 1929 - O Chefe Político
- 1929 - A Casa  de Seu Martins
- 1926 - Minha Sogra É Camarada
- 1925 - O Canário
- 1923 - A Pequena da Marmita
- 1921 - As Duas Gatas
- 1920/1921 - Martyr do Calvário
- 1920 - As Pastorinhas
- 1920 - O Secretário de S. Exa.
- 1908 - A Capital Federal
- 1906 - A Caixinha de Pandora